# I Gotta Feeling
«I Gotta Feeling» (с англ. — «Я предчувствую») — песня американской группы The Black Eyed Peas из их пятого студийного альбома The E.N.D. (2009). Она была написана участниками группы совместно с продюсерами песни Дэвидом Геттой и Фредериком Ристерером. Песня была выпущена в качестве второго сингла с альбома The E.N.D. 15 июня 2009 года лейблом Interscope Records.
«I Gotta Feeling» дебютировал на втором месте в американском чарте Billboard Hot 100, уступив предыдущему синглу группы «Boom Boom Pow», что сделало группу одним из 11 артистов, которые занимали две верхние позиции в чарте Billboard Hot 100 одновременно. Он продержался 14 недель подряд на вершине чарта Billboard Hot 100, став самым продолжительным синглом номер один 2009 года. Песня заняла пятое место в чарте конца десятилетия Billboard Hot 100 и восьмое место в чарте всех времен. На международном уровне он достиг вершин чартов в более чем 20 странах и стал третьей по успешности песней десятилетия в Австралии.
Получившая признание критиков, «I Gotta Feeling» была номинирована на премию «Запись года» на 52-й ежегодной премии «Грэмми» (2010) и выиграла премию «Грэмми» за лучшее поп-исполнение дуэтом или группой с вокалом. Она также была номинирована на премию «Песня года» на премии World Music Awards 2010. В марте 2011 года она стала первой песней в цифровой истории, проданной тиражом более семи миллионов цифровых копий в Соединённых Штатах. По состоянию на июнь 2019 года она была продана тиражом более девяти миллионов загрузок в стране и удерживала рекорд как самая загружаемая песня в iTunes Store за всё время. Это также делает её самым продаваемым цифровым неблаготворительным синглом в США за всю историю.

## Написание и содержание песни
«I Gotta Feeling» была написана и составлена всеми участниками Black Eyed Peas (указаны как Уильям Адамс, Аллан Пинеда, Хайме Гомес и Стейси Фергюсон) вместе с французскими продюсерами Дэвидом Геттой и Фредериком Ристерером (он же Фред Ристер), оба из которых спродюсировали песню. Адамс выполнил дополнительную работу на синтезаторе для песни. Песня была записана на Square Prod в Париже, Франция и Metropolis Studios в Лондоне, Англия, Великобритания. «I Gotta Feeling» — второй сингл с альбома The E.N.D. (2009). Interscope Records представили песню на современных хитовых и ритмических кроссоверных радиостанциях 23 июня 2009 года в США. В интервью Энни Рейтер из Marie Claire will.i.am заявил, что «он посвящён всем тусовщикам мира, которые хотят выйти и повеселиться. По большей части каждая песня на альбоме Black Eyed Peas рисует картину нашей тусовочной жизни. Это было осознанное решение сделать такой альбом. Времена действительно тяжёлые для многих людей, и вы хотите дать им возможность сбежать и заставить их чувствовать себя хорошо в жизни, особенно в эти худшие моменты». 

## Композиция
Песня представляет собой танцевальную поп-песню в быстром темпе, которая длится 4 минуты и 49 секунд и идет в темпе 128 ударов в минуту. Она следует за вдохновляющей танцевальной поп-темой The E.N.D., построенной на интенсивном использовании автотюна и футуристических синтезаторов во время работы в ритме тик-так. Она написана в тональности соль мажор с аккордовой прогрессией GC-Em-C. Песня начинается в сдержанной манере, затем переходит в пульсирующий танцевальный бит, который меняет паттерны так, что по крайней мере один рецензент подумал, что она изменила темп, хотя на самом деле темп вообще не меняется, что предполагает использование метрономной дорожки при записи. Она содержит электронные влияния. Энн Пауэрс из Los Angeles Times отметила сходство песни с песней Five Stairsteps «O-o-h Child», написав, что она подражает «использованию повторяющейся, теплой вокальной линии в песне, чтобы обозначить надвигающееся хорошее настроение». По словам Джимми Айовина из лейбла Interscope Geffen A&M, мелодия была вдохновлена песней U2 «I’ll Go Crazy If I Don’t Go Crazy Tonight»: «Я отправил will.i.am в студию, чтобы сделать несколько ремиксов на I’ll Go Crazy. Он работает над ними две недели, возвращается и пишет I Gotta Feeling. Аккорды — это аккорды U2, 100 процентов. Уилл даже сказал им».

## Живые выступления
8 сентября 2009 года песня была исполнена (с небольшими изменениями) группой Black Eyed Peas для записи Kick-off Party для 24-го сезона шоу Опры Уинфри, с 21 000 фанатов, исполнявших танец на участке «Великолепная миля» Мичиган-авеню в Чикаго, штат Иллинойс.  Они также исполнили песню на 52-й церемонии объявления номинаций на премию Грэмми с Дэвидом Геттой (ремикс, сделанный Дэвидом Геттой, появился в его альбоме One Love). Black Eyed Peas также исполнили песню во время концерта в Мон-Киара, Куала-Лумпур, Малайзия в 2009 году. Будучи хедлайнерами шоу в перерыве Суперкубка XLV, Black Eyed Peas спели «I Gotta Feeling» перед более чем 100 000 фанатов на стадионе Cowboys. 29 апреля 2011 года они исполнили песню вместе с другими на мероприятии «i.am.FIRST» на чемпионате мира по робототехнике FIRST. На концерте в честь бриллиантового юбилея королевы Елизаветы II will.i.am и Джесси Джей спели дуэтом «I Gotta Feeling». В последней части церемонии закрытия Игр Юго-Восточной Азии 2019 года на легкоатлетическом стадионе New Clark City на Филиппинах эта песня была исполнена снова, за исключением того, что партию Ферги исполнила J Rey Soul (сценическое имя Джессики Рейносо), которую apl.de.ap представил публике.

## Клип
Официальная финальная версия была выпущена 2 июня на Dipdive и 15 июня на iTunes. Существуют как цензурированная версия, так и откровенная версия музыкального видео, а также живое исполнение откровенного видео. Видео начинается со сцен на Голливудском бульваре, а затем показывают, как will.i.am расчёсывает волосы, а Ферги наносит макияж, надевая нижнее белье. Также показано, как Taboo проверяет свои сообщения на Dipdive, а apl.de.ap проверяет свои текстовые сообщения. Затем он переходит к вечеринке, когда начинается первый куплет. Видео заканчивается большой табличкой с буквами размером с человека, на которой написано «The E.N.D.». Видео снято Майки Ми из Little Minx, а в качестве гостей выступили Дэвид Гетта, Кид Кади, участники инди-рок-группы Gossip, дизайнерский дуэт Дин и Ден Кейтен из Dsquared² и выпускница Королевских гонок Ру Пола Онгина.

## Список композиций
- Digital download (worldwide version)

1. «I Gotta Feeling» – 4:49

- UK CD Single[1]

1. «I Gotta Feeling» (Radio Edit) – 4:06
2. «Boom Boom Pow» (David Guetta’s Electro Hop Remix) – 4:05

- German CD Single

1. «I Gotta Feeling» (Radio Edit) – 4:06
2. «Boom Boom Guetta» (David Guetta’s Electro Hop Remix) – 4:05
3. «I Gotta Feeling» (Instrumental Version) – 4:49
4. «I Gotta Feeling» (Official Video) – 4:52

- Digital Download E.P.[2][3]

1. «I Gotta Feeling» (David Guetta’s FMIF Remix) – 6:12
2. «I Gotta Feeling» (Printz Board vs. Zuper Blahq Remix) – 5:04
3. «I Gotta Feeling» (Laidback Luke Remix) – 6:28
4. «I Gotta Feeling» (Zuper Blahq Remix) – 5:48
5. «I Gotta Feeling» (Taboo’s Broken Spanglish Remix) – 4:51

## Хит-парады

### Недельные хит-парады
| Хит-парад (2009—2011)                              | Высшая позиция |
| -------------------------------------------------- | -------------- |
| Австралия (ARIA)                                   | 1              |
| Австрия (Ö3 Austria Top 40)                        | 1              |
| Бельгия/Фландрия (Ultratop 50)                     | 1              |
| Бельгия/Валлония (Ultratop 50)                     | 1              |
| Канада (Billboard Canadian Hot 100)                | 1              |
| СНГ (TopHit)                                       | 32             |
| Croatia International Airplay (HRT)                | 1              |
| Чехия (Rádio — Top 100)                            | 1              |
| Дания (Tracklisten)                                | 1              |
| Финляндия (Suomen virallinen lista)                | 5              |
| Франция (SNEP)                                     | 2              |
| Германия (GfK)                                     | 3              |
| Венгрия (Dance Top 40)                             | 4              |
| Венгрия (Rádiós Top 40)                            | 2              |
| Ирландия (IRMA)                                    | 1              |
| Израиль (Media Forest)                             | 1              |
| Италия (FIMI)                                      | 1              |
| Япония (Billboard Japan Hot 100)                   | 2              |
| Luxembourg Digital Songs (Billboard)               | 1              |
| Mexico Anglo (Monitor Latino)                      | 1              |
| Нидерланды (Dutch Top 40)                          | 1              |
| Нидерланды (Single Top 100)                        | 3              |
| Новая Зеландия (Recorded Music NZ)                 | 1              |
| Норвегия (VG-lista)                                | 2              |
| Польша (Dance Top 50)                              | 20             |
| Португалия (Billboard Portugal Digital Song Sales) | 1              |
| Румыния (Romanian Top 100)                         | 1              |
| Румыния (Romanian Radio Airplay)                   | 1              |
| Russia Airplay (TopHit)                            | 41             |
| Шотландия (OCC Scotland)                           | 1              |
| Словакия (Rádio — Top 100)                         | 1              |
| Испания (PROMUSICAE)                               | 2              |
| Швеция (Sverigetopplistan)                         | 1              |
| Швейцария (Schweizer Hitparade)                    | 1              |
| Великобритания (OCC UK Singles)                    | 1              |
| Великобритания (OCC UK Hip Hop/R&B)                | 1              |
| США (Billboard Hot 100)                            | 1              |
| США (Billboard Adult Contemporary)                 | 16             |
| США (Billboard Adult Pop Airplay)                  | 4              |
| США (Billboard Dance Club Songs)                   | 9              |
| США (Billboard Dance/Mix Show Airplay)             | 4              |
| США (Billboard Hot Latin Songs)                    | 12             |
| США (Billboard Pop Airplay)                        | 1              |
| США (Billboard Rhythmic)                           | 2              |

| Хит-парад (2020–2022)           | Высшая позиция |
| ------------------------------- | -------------- |
| Польша (Polish Airplay Top 100) | 54             |
| Мир (Billboard Global 200)      | 142            |

### Месячные хит-парады
| Хит-парад (2009)                  | Позиция |
| --------------------------------- | ------- |
| Бразилия (Brasil Hot 100 Airplay) | 8       |
| Бразилия (Brasil Hot Pop Songs)   | 3       |
| СНГ (TopHit)                      | 34      |

### Годовые хит-парады
| Хит-парад (2009)                      | Позиция |
| ------------------------------------- | ------- |
| Австралия (ARIA)                      | 1       |
| Australia Dance (ARIA)                | 1       |
| Австрия (Ö3 Austria Top 40)           | 3       |
| Бельгия (Ultratop 50 Flanders)        | 4       |
| Бельгия (Ultratop 50 Wallonia)        | 3       |
| Бразилия (Crowley)                    | 23      |
| Канада (Canadian Hot 100)             | 1       |
| СНГ (TopHit)                          | 132     |
| Croatia International Airplay (HRT)   | 5       |
| Франция (SNEP)                        | 27      |
| Германия (Media Control GfK)          | 9       |
| Венгрия (Dance Top 40)                | 33      |
| Венгрия (Rádiós Top 40)               | 42      |
| Ирландия (IRMA)                       | 2       |
| Япония (Japan Hot 100)                | 20      |
| Нидерланды (Dutch Top 40)             | 1       |
| Нидерланды (Single Top 100)           | 6       |
| Новая Зеландия (RIANZ)                | 1       |
| Russia Airplay (TopHit)               | 195     |
| Испания (PROMUSICAE)                  | 5       |
| Швеция (Sverigetopplistan)            | 7       |
| Швейцария (Schweizer Hitparade)       | 7       |
| UK Singles (OCC)                      | 2       |
| US Billboard Hot 100                  | 4       |
| US Adult Top 40 (Billboard)           | 23      |
| US Dance/Mix Show Airplay (Billboard) | 15      |
| US Hot Latin Songs (Billboard)        | 54      |
| US Mainstream Top 40 (Billboard)      | 3       |
| US Rhythmic (Billboard)               | 20      |

| Хит-парад (2010)                  | Позиция |
| --------------------------------- | ------- |
| Австралия (ARIA)                  | 53      |
| Australia Dance (ARIA)            | 12      |
| Австрия (Ö3 Austria Top 40)       | 68      |
| Бельгия (Ultratop 50 Flanders)    | 9       |
| Бельгия (Ultratop 50 Wallonia)    | 6       |
| Бразилия (Crowley)                | 10      |
| Канада (Canadian Hot 100)         | 10      |
| France Airplay (SNEP)             | 1       |
| Германия (Media Control GfK)      | 46      |
| Венгрия (Dance Top 40)            | 27      |
| Венгрия (Rádiós Top 40)           | 2       |
| Италия (FIMI)                     | 39      |
| Нидерланды (Single Top 100)       | 7       |
| Испания (PROMUSICAE)              | 27      |
| Швеция (Sverigetopplistan)        | 51      |
| Швейцария (Schweizer Hitparade)   | 17      |
| UK Singles (OCC)                  | 72      |
| US Billboard Hot 100              | 29      |
| US Adult Contemporary (Billboard) | 50      |

| Хит-парад (2011)            | Позиция |
| --------------------------- | ------- |
| Нидерланды (Single Top 100) | 88      |
| UK Singles (OCC)            | 154     |

| Хит-парад (2012) | Позиция |
| ---------------- | ------- |
| Франция (SNEP)   | 143     |

### Хит-парады конца десятилетия
| Хит-парад (2000–2009) | Позиция |
| --------------------- | ------- |
| Австралия (ARIA)      | 3       |
| UK Singles (OCC)      | 18      |
| US Billboard Hot 100  | 5       |

### Хит-парады на все времена
| Хит-парад                        | Позиция |
| -------------------------------- | ------- |
| UK Singles (OCC)                 | 46      |
| US Billboard Hot 100             | 8       |
| US Mainstream Top 40 (Billboard) | 87      |

## Сертификация
| Регион | Сертификация   | Продажи    |
| --- | -------------- | ---------- |
| Австралия (ARIA) | 13× Платиновый | 910 000    |
| Бельгия (BEA) | 2× Платиновый  |            |
| Бразилия (ABPD) | Бриллиантовый  | 250 000    |
| Канада (Music Canada) | Бриллиантовый  | 400 000*   |
| Дания (IFPI Danmark) | 2× Платиновый  | 180 000    |
| Франция (SNEP) | Платиновый     | 414,000    |
| Германия (BVMI) | 2× Платиновый  | 1 200 000  |
| Италия (FIMI) | 3× Платиновый  | 210 000    |
| Япония (RIAJ) | Платиновый     | 250 000*   |
| Новая Зеландия (RMNZ) | 6× Платиновый  | 180 000    |
| Испания (PROMUSICAE) | 3× Платиновый  | 120 000*   |
| Швеция (GLF) | Платиновый     | 20 000     |
| Швейцария (IFPI Switzerland) | 2× Платиновый  | 60 000^    |
| Великобритания (BPI) | 5× Платиновый  | 3 000 000  |
| США (RIAA) | 15× Платиновый | 15 000 000 |
| * Данные о продажах приведены только на основе сертификации. · ^ Данные о тиражах приведены только на основе сертификации. · Данные о продажах + прослушиваниях приведены только на основе сертификации. |                |            |

## Даты выхода
| Страна         | Дата             | Формат                                             | Лейбл           | Ref.    |
| -------------- | ---------------- | -------------------------------------------------- | --------------- | ------- |
| США            | 15 июня 2009     | Contemporary hit radio rhythmic contemporary radio | Interscope      | [ 124 ] |
| Германия       | 10 июля 2009     | Maxi CD                                            | Universal Music | [ 15 ]  |
| Австралия      | 13 июля 2009     | Maxi CD                                            | Universal Music | [ 125 ] |
| Великобритания | 13 июля 2009     | CD                                                 | Polydor         | [ 126 ] |
| Германия       | 17 июля 2009     | CD                                                 | Universal Music | [ 15 ]  |
| Франция        | 14 сентября 2009 | CD                                                 | Polydor         | [ 127 ] |

## Кавер-версии и использование в СМИ и массовой культуре
- В сентябре 2009 года канадские студенты-первокурсники из Университета Квебека в Монреале исполнили песню в качестве lip dub в рамках недели ориентации. Через месяц их видео на YouTube набрало более миллиона просмотров на YouTube и обсуждалось в СМИ по всему миру, включая американский новостной канал CNN. Это, в свою очередь, позже было упомянуто в премьере 7 сезона телесериала «Офис», в котором актёры шоу исполняют похожий lip dub set на кавер Human Beinz на песню «Nobody but Me».
- Джастин Эзарик сняла пародийное видео на песню, в котором основное внимание уделялось посещению мероприятий, в основном, для обновления фотографии в профиле в социальных сетях; оно набрало 16 миллионов просмотров на YouTube.
- Фестиваль музыки Nickelodeon Mega Music Fest 2010 открывается кавером на эту песню, исполненным актёрами из таких мультфильмов как Бэкярдиганы, Даша путешественница, Ни Хао, Кай-Лан!, Подсказки Бульки, Чудо-зверята и Команда Умизуми.
- Песня звучала перед выходом спортсменов на финал мужского хоккейного турнира на Зимних Олимпийских играх 2010 года в Ванкувере и Зимних Олимпийских играх 2014 года в Сочи.
- Песня звучит в видеоигре Just Dance 2016, вышедшей в 2015 году.